# Lipina (přírodní památka)
Lipina je přírodní památka poblíž obce Jarošov nad Nežárkou v okrese Jindřichův Hradec. Důvodem ochrany je zachování původní lipové doubravy, typické pro teplejší polohy Českomoravské vrchoviny.